# 福雷斯頓鎮區 (伊利諾伊州奧格爾縣)
福雷斯頓鎮區（英語：Forreston Township）是位於美國伊利諾伊州奧格爾縣的一個行政鎮區。

## 地方資料
根據2010年美國人口普查的數據，福雷斯頓鎮區的面積為94.20平方千米，當中陸地面積為94.10平方千米，而水域面積為0.10平方千米。當地共有人口1974人，而人口密度為每平方千米20.96人。